# Brooklynn Prince
Brooklynn Prince (Estados Unidos, 4 de mayo de 2010) es una actriz infantil estadounidense ampliamente conocida por su papel aclamado por la crítica en la película de 2017 The Florida Project , por la que ganó el premio Critics Choice Movie Award a la mejor actriz joven. Desde entonces ha protagonizado la película de terror The Turning y la serie de televisión Home Before Dark.

## Filmografía
| Año       | Título                            | Rol         | Notas               |
| --------- | --------------------------------- | ----------- | ------------------- |
| 2017      | Robo-Dog: Airborne                | Mira Perry  |                     |
| 2017      | The Florida Project               | Moonee      |                     |
| 2018      | Monsters at Large                 | Sophie      |                     |
| 2019      | The Lego Movie 2: The Second Part | Bianca      |                     |
| 2019      | The Angry Birds Movie 2           | Zoe         | Voz                 |
| 2019      | Colours                           | Natalie     | Cortometraje        |
| 2020      | The Turning                       | Flora       |                     |
| 2020      | The One and Only Ivan             | Ruby        | Voz                 |
| 2020–2021 | Home Before Dark                  | Hilde Lisko | Serie de televisión |
| 2021      | Settlers                          | Remmy       | [ 3 ]               |
| 2023      | Cocaine Bear                      | Dee Dee     |                     |
| 2023      | The Marsh King's Daughter         | Helena      |                     |